# Spiegeltroepiaal
De spiegeltroepiaal (Icterus graceannae) is een zangvogel uit de familie Icteridae (troepialen).

## Verspreiding en leefgebied
Deze soort komt voor in Ecuador en Peru.